# Brückenkopfgebäude (Linz)

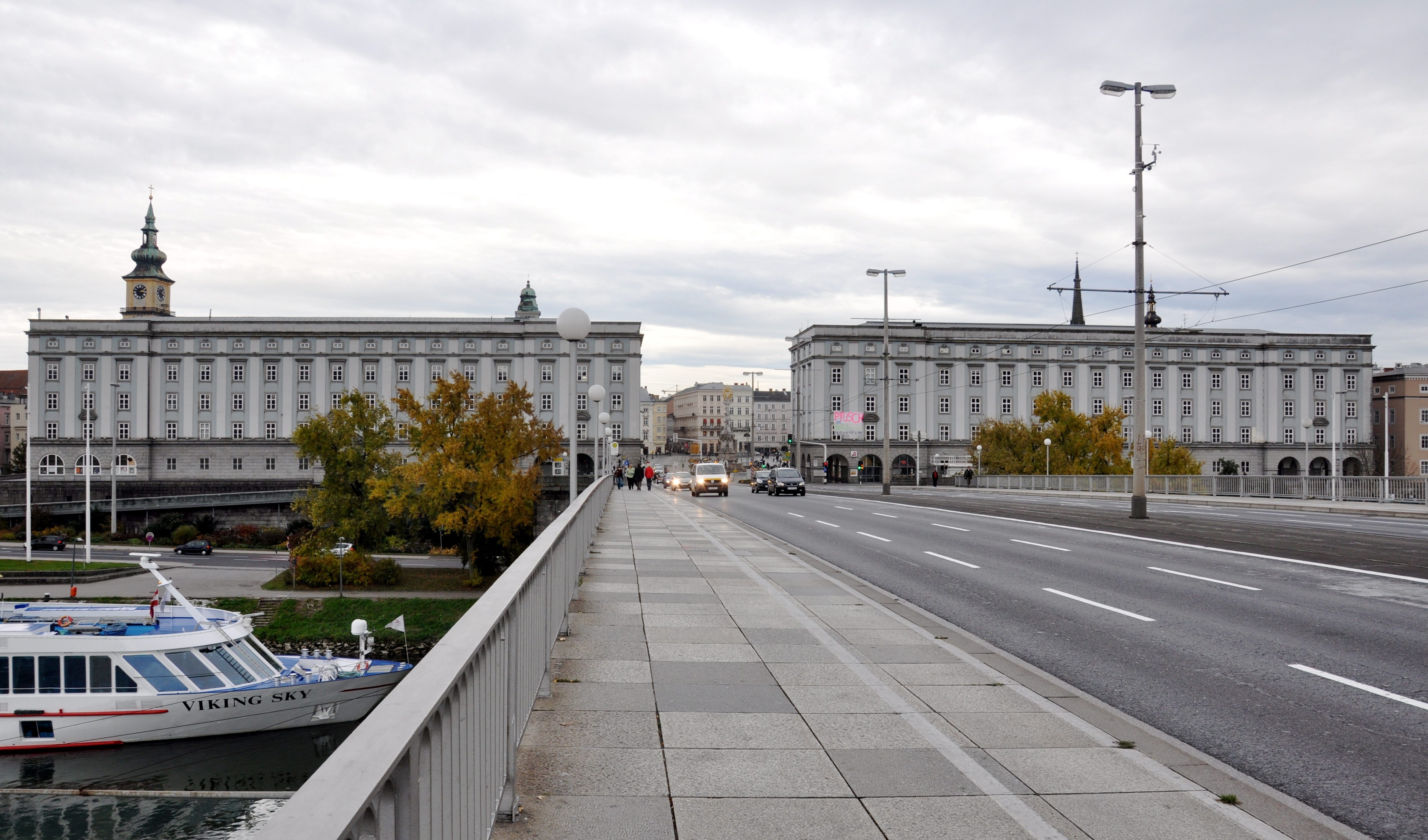
Ansicht von der Nibelungenbrücke

Die Brückenkopfgebäude sind zwei neoklassizistische Gebäude am Kopf der Nibelungenbrücke in der oberösterreichischen Landeshauptstadt Linz. Sie wurden 1940 bis 1943 nach Entwurf von Roderich Fick für das Oberfinanzpräsidium errichtet und waren Teil des von Adolf Hitler geplanten Ausbaus zur Patenstadt des Führers. Seit 2019 werden beide Brückenkopfgebäude von der Kunstuniversität Linz genutzt.

## Geschichte

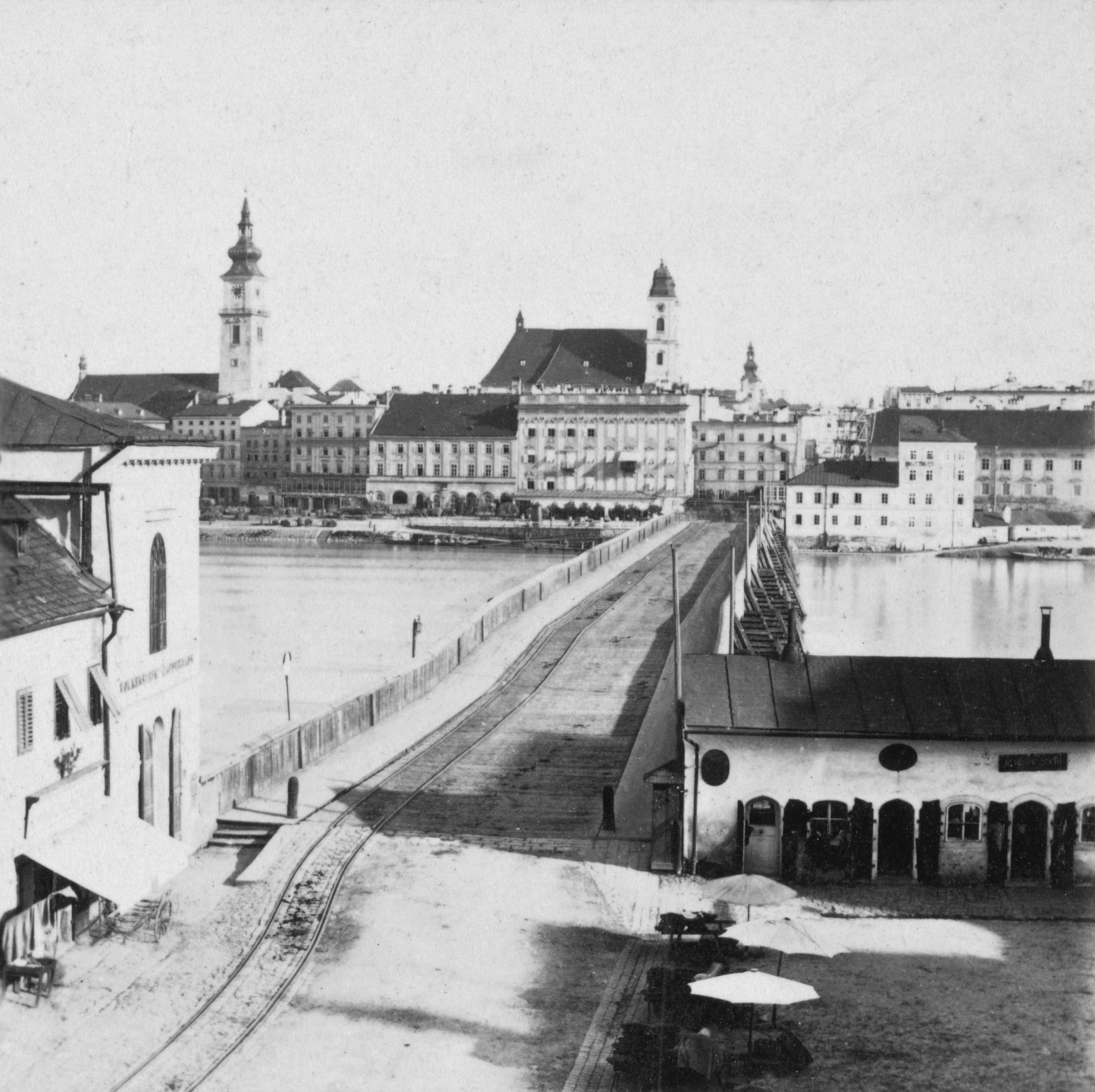
Blick von Urfahr nach Linz im 19. Jahrhundert

Linz war Adolf Hitlers Lieblingsstadt und wurde unmittelbar nach dem „Anschluss“ am 13. März 1938 zur „Patenstadt des Führers“ ernannt. Sie sollte Hitlers Alterssitz werden, daher wollte er die Stadt zu einem „deutschen Budapest“ umgestalten. Linz wurde daher in die Liste der großen „Führerstädte“ Berlin, Hamburg, München und Nürnberg, eingereiht, deren Aus- und Umbauten für Hitler besonders wichtig waren. Von den Prachtbauten, die für politische Institutionen entlang des nördlichen und südlichen Donauufers geplant waren, sowie den Kultureinrichtungen, die entlang einer Achse vom Hauptplatz in den Süden über den heutigen Hauptbahnhof hinaus entstehen sollten, wurden bis 1943 nur die Nibelungenbrücke und die Brückenkopfgebäude samt dem Wasserstraßenamt realisiert. Die geplante Prachtstraße „In den Lauben“, die vom Volksgarten in Richtung Süden zu einem neuen Hauptbahnhof verlaufen wäre, kam nie zur Ausführung.
Die beiden Brückenkopfgebäude wurden nach Plänen des NS-Architekten Roderich Fick ab 1940 erbaut. Reichsbaurat Roderich Fick wurde von Adolf Hitler persönlich mit der Planung beauftragt, jedoch ab 1941 zunehmend von dem Architekten Hermann Giesler abgelöst, der mit der Donauuferbebauung auf der Urfahraner Seite beauftragt wurde.  Für die beiden Brückenkopfgebäude und das Wasserstraßenamt mussten acht Häuser mit insgesamt 274 Wohnungen abgerissen werden. Dies umfasste Teile der Bad- und der Adlergasse und führte teilweise zu Zwangsumsiedlungen.
Für die Bauarbeiten konnten Zwangsarbeiter bei den beteiligten Firmen und Zulieferbetrieben nachgewiesen werden. Hermann Rafetseder geht von einer grob geschätzten Zahl von 500 Arbeitern aus, die am Bau der Brückenkopfgebäude beteiligt waren, von denen eine Vielzahl diese Arbeit nicht freiwillig tat und nicht bzw. nicht angemessen entlohnt wurde. Für den Sockel des zum Gebäudekomplex gehörenden Heinrich-Gleißner-Hauses wurde zudem Granit verwendet, der von KZ-Häftlingen abgebaut worden war. Ob auch für die Nibelungenbrücke und die Brückenkopfgebäude Steinmaterial aus Mauthausen zum Einsatz kam, ist nicht gesichert.

## Gebäude

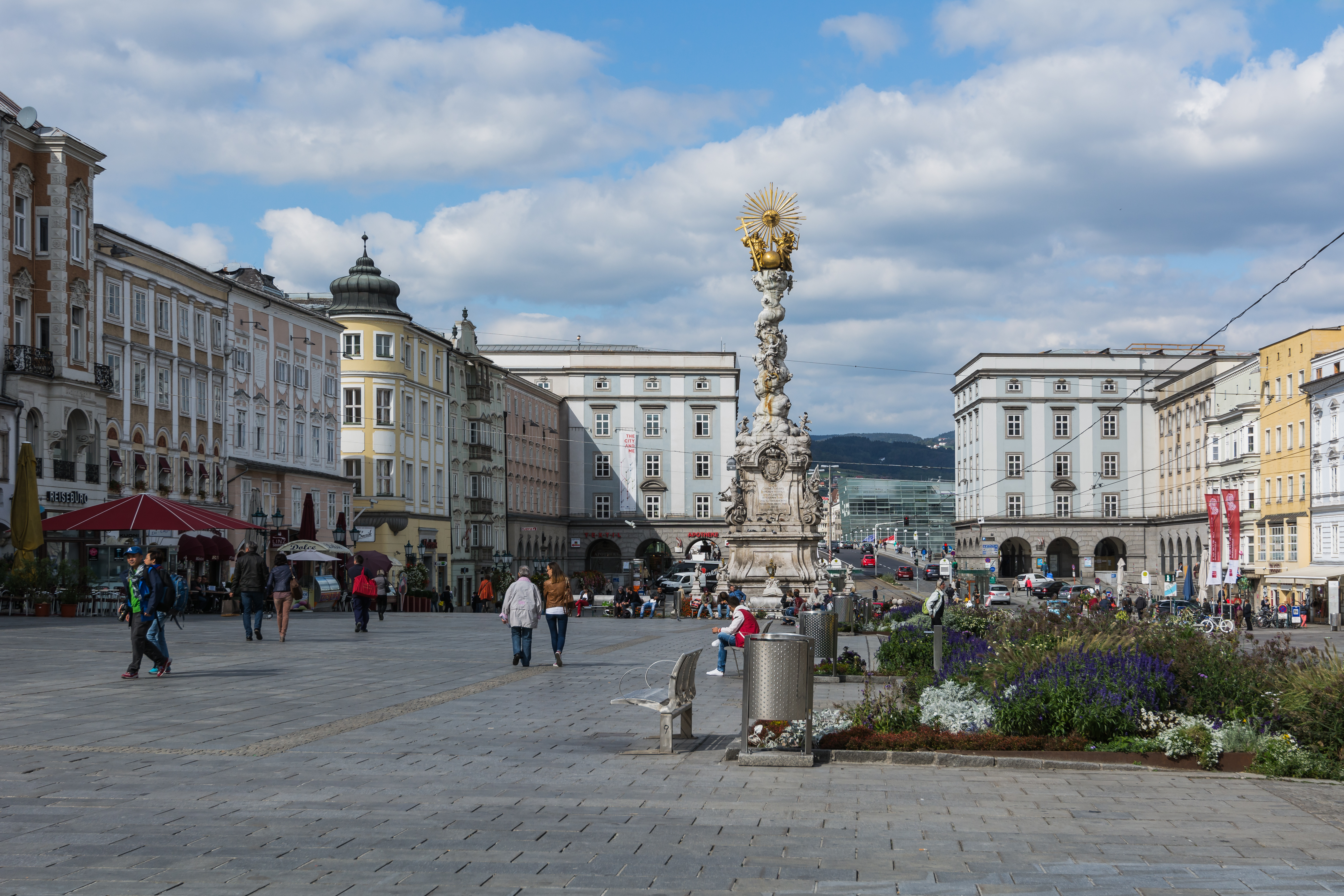
Ansicht vom Hauptplatz

Das Brückenkopfgebäude Ost befindet sich östlich der Nibelungenbrücke, das Brückenkopfgebäude West westlich derselben. Die Bauten wurden von Roderich Fick im neoklassizistischen Stil mit barockisierenden Elementen entworfen, um sich in die bestehende Architektur des Hauptplatzes einzufügen. Sie sind annähernd symmetrisch und besitzen jeweils Arkadengänge zur Adlergasse (Ost), bzw. zur Badgasse (West). Das Innere der Bauten, ursprünglich für das Oberfinanzpräsidium bestimmt, wurde erst nach 1945 fertiggestellt. Zum Komplex der Brückenkopfgebäude gehört außerdem das westlich anschließende Heinrich-Gleißner-Haus (ehemaliges Wasserstraßenamt). Nicht zur Ausführung gelangte ein östlich anschließendes Donauhotel. Zur Donauseite hin sollten die Mittelachsen der Brückenkopfgebäude gemäß der ursprünglichen Pläne von NS-Hoheitsadlern bekrönt werden.
Am Brückenkopfgebäude West befindet sich ein Relikt der 1938 abgerissenen Vorgängerbauten. Ein Relief wurde aus ungeklärten Gründen erhalten und auf das heutige Gebäude übernommen. Darauf zu sehen ist eine Windrose mit der Darstellung der Verkehrsmittel Flugzeug, Automobil, Eisenbahn und Schiff, sowie die Jahreszahl 1936. Im zweiten Hof des Brückenkopfgebäudes West befindet sich der Sirenenbrunnen von Erich Ruprecht aus dem Jahre 1956, im Hof des Gebäudes Ost ebenfalls ein Brunnen. Beide Gebäude waren ursprünglich mit je einem Paternosteraufzug ausgestattet. Dabei handelte es sich um die einzigen derartigen Anlagen in Oberösterreich. Mit Einzug der Kunstuniversität um 1980 wurde derjenige im Gebäude West außer Betrieb genommen und durch einen herkömmlichen Lift ersetzt; später wurde auch derjenige im Gebäude Ost ersetzt.
Die Brückenkopfgebäude wurden 2008 unter Denkmalschutz gestellt, 2013 wurde der Denkmalschutz auf Antrag der Stadt Linz teilweise wieder aufgehoben. Zwischen 2015 und 2018 wurden die Gebäude nach Plänen des Architekten Krischanitz renoviert und das Dachgeschoß wurde umgestaltet. 2023 wurde an der Fassaden der beiden Brückenkopfgebäude die senkrechten Schriftzüge Kunstuniversität Linz bzw. University of Arts Linz in der Schriftart Linz Sans aufgebracht.

## Nutzung

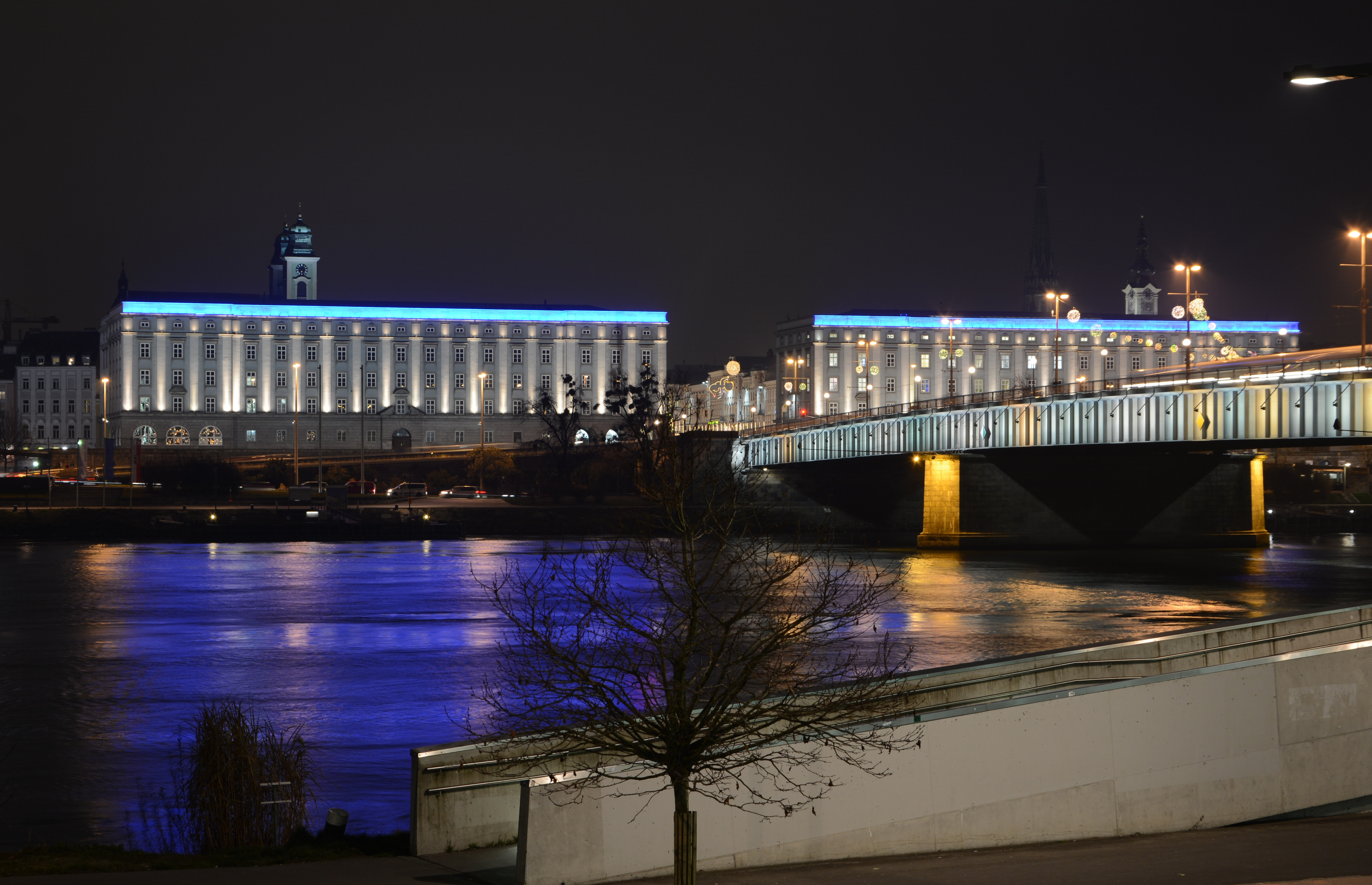
Ansicht bei Nacht

Nach den Plänen von 1940 sollten die Brückenkopfgebäude das Oberfinanzpräsidium des Reichsgaus Oberdonau beherbergen. In den 1950er Jahren zog das Finanzamt in das östliche Gebäude und verblieb dort bis 2008. Bis in die 1970er Jahre befand sich dort auch das Gasthaus Stadtkeller. Nach dem Umzug des Finanzamts zum Bahnhofsplatz wurde das leere Gebäude im Kulturhauptstadtjahr 2009 vom Lin09-Infocenter zwischengenutzt. 2015 bis 2017 wurde das östliche Gebäude umgebaut und beherbergt seither die Kunstuniversität.
Das westliche Gebäude wurde von städtischen Behörden und privaten Gewerben genutzt. Bis 1955 war darin der Sender Rot-Weiß-Rot (später: ORF) untergebracht. Ab 1947 zog die Kunstschule ein (später: Kunstuniversität). Außerdem waren dort der Würstelstand Warmer Hans (bis 2016), das Standesamt, das Stadtarchiv und die städtischen Kunstsammlungen untergebracht. Die Wasser-Apotheke hat hier nach wie vor ihren Sitz. Nach den Umbauten zwischen 2017 und 2019 zog die Kunstuniversität erneut in das westliche Gebäude ein. Somit werden beide Brückenkopfgebäude nun von der Kunstuniversität genutzt.

## Erinnerungskultur

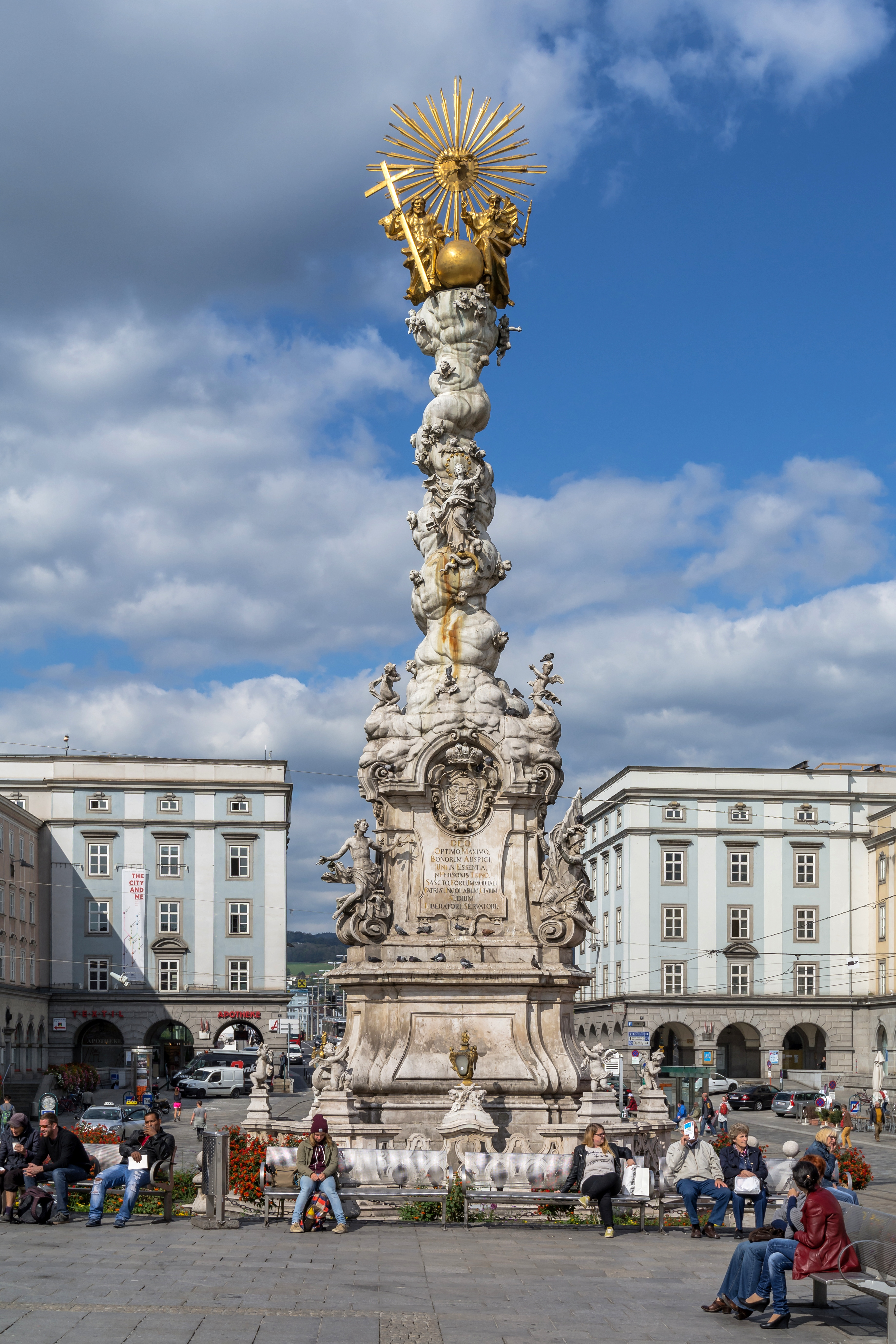
Ansicht mit der Dreifaltigkeitssäule

1997 wurde die Wehrmachtsausstellung nach Linz geholt und im Brückenkopfgebäude West gezeigt. Dadurch wurde erstmals ein deutlicher Zusammenhang der Brückenkopfgebäude mit dem KZ-System, mit Zwangsarbeit sowie der Rüstungsindustrie hergestellt. Im Rahmen von Linz 2009 (Kulturhauptstadt Europas) fand eine intensive Auseinandersetzung mit baulichen Relikten aus der NS-Zeit und ihren Kontinuitäten statt. Das Projekt „Unter uns“, das die Künstlerin Hito Steyerl gemeinsam mit der Architektin Gabu Heindl und dem Historiker Sebastian Markt im Rahmen von Linz09 durchführte, zeichnete temporär die Wege ehemaliger jüdischer Bewohner der Hauptplatzgebäude durch Abschlagen des Verputzes infolge der Umsiedlungen nach und zeigte durch Recherchen, dass die ehemaligen Bewohner zum Teil in Konzentrationslager deportiert wurden oder deren Wege in Flucht und Exil mündeten.
Die jüngste Diskussion um die Brückenkopfgebäude fand im Zuge ihres Umbaus 2015 bis 2019 statt. Der Audiospaziergang „Steingeschichten“ ist seit 2017 Teil der Interventionen rund um die Brückenkopfgebäude und die Nibelungenbrücke. Leo Dressel wirft in dieser Arbeit eine plurale und heterogene Perspektive auf die NS-Bauten und verknüpft sie mit heutigen Debatten um Migration, Arbeitsverhältnisse und Kunst. Seit 2021 besteht innerhalb der Kunstuniversität Linz eine Arbeitsgruppe zur Gebäudegeschichte, die sich mit der Geschichte der Gebäude auseinandersetzt, eine historische Kontextualisierung der Gebäude konzipiert und im Zuge der Straßennamendiskussion temporäre Umbenennungen der Innenhöfe der Brückenkopfgebäude durchführt. So wurde 2023 der Innenhof des Gebäudes am Hauptplatz 8 nach der jüdischen Comickünstlerin Lily Renée benannt, die 1939 mit Kindertransporten vor den Nationalsozialisten aus Wien über England nach New York City flüchten konnte.